# معركة برين ديروين
معركة برين ديروين (بالإنجليزية:Battle of Bryn Derwin) وقعت في شمال ويلز عام 1255م، وكانت معركة داخلية بين أبناء غريفيد أب ليويلين الثلاثة من أجل السيطرة على إمارة غويند، وهي إحدى الممالك الويلزية في العصور الوسطى.
قاد ليويلين أب غريفيد المعركة ضد شقيقيه، أوين غونيد ودفيد، في موقع يُعرف باسم “برين ديروين” ويعني بالويلزية “تل البلوط”. انتهت المعركة بانتصار ليويلين، حيث أُسر شقيقاه، وأصبح الحاكم الوحيد لغويند، مما مكّنه لاحقًا من تقوية سلطته وتوسيع نفوذه داخل ويلز.
تُعد المعركة نقطة تحوّل مهمة في تاريخ ويلز، لأنها مهدت الطريق أمام ليويلين العظيم لإعادة توحيد الإمارات الويلزية تحت سلطته في وقت لاحق من القرن الثالث عشر.